# Premio PEN/Malamud
El premio PEN/Malamud ( en inglés: PEN/Malamud Award and Memorial Reading ) es un premio literario estadounidense que se otorga anualmente a autores de esa nacionalidad que se hayan distinguido en el arte del cuento.  Creado en 1988 en honor a Bernard Malamud por la familia del escritor,  es administrado por la Fundación PEN/Faulkner  y otorga al ganador un premio de 5.000 dólares.

## Cuadro de honor
- 2024 - Ted Chiang[6]
- 2023 - Edwidge Danticat[7]
- 2022 - Yiyun Li[8]
- 2021 - Charles Baxter[9]
- 2020 - Lydia Davis
- 2019 - John Edgar Wideman
- 2018 - Joan Silber y Amina Gautier
- 2017 - Jhumpa Lahiri
- 2016 - Joy Williams
- 2015 - Deborah Eisenberg
- 2013 - George Saunders
- 2012 - James Salter[10]
- 2011 - Edith Pearlman
- 2010 - Edward P. Jones y Nam Le[11]
- 2009 - Alistair MacLeod y Amy Hempel
- 2008 - Cynthia Ozick y Peter Ho Davies
- 2007 - Elizabeth Spencer
- 2006 - Adam Haslett y Tobias Wolff
- 2005 - Lorrie Moore
- 2004 - Richard Bausch y Nell Freudenberger
- 2003 - Barry Hannah y Maile Meloy
- 2002 - Junot Díaz y Ursula K. Le Guin
- 2001 - Sherman Alexie y Richard Ford
- 2000 - Ann Beattie y Nathan Englander
- 1999 - T. C. Boyle
- 1998 - John Barth
- 1997 - Alice Munro
- 1996 - Joyce Carol Oates
- 1995 - Stuart Dybek y William Maxwell
- 1994 - Grace Paley
- 1993 - Peter Matthew Hillsman Taylor
- 1992 - Eudora Welty
- 1991 - Frederick Busch y Andre Dubus
- 1990 - George Garrett
- 1989 - Saul Bellow
- 1988 - John Updike